# Mareșal
De Mareșal (Nederlands: maarschalk) was een Roemeense tankjager uit de Tweede Wereldoorlog. Mareșal was een verwijzing naar maarschalk Ion Antonescu, de Roemeense opperbevelhebber. Er zijn 7 prototypes gebouwd en men was begonnen aan de productie van 10 voertuigen die niet zijn afgemaakt, omdat het project in 1944 door de Sovjet-Unie werd ontbonden.

## Voorgeschiedenis
In 1942 kreeg het Roemeense leger behoefte aan een nieuwe tankjager, die tegen de Russische T-34 en KV-1 tanks zou kunnen worden ingezet. Maarschalk Ion Antonescu wilde een licht en mobiel voertuig met een krachtig kanon. Er werd een project opgezet onder leiding van majoor Nicolai Anghel en kapitein Gheorghe Sambotin. Zij werden ook geholpen door luitenant-kolonel Constantin Ghiulai, die ook de TACAM T-60 en TACAM R-2 ontwierp. Dat waren projecten waarbij op de romp van verouderde tanks een kazemat werd geïnstalleerd met daarin een zwaarder kanon. De Duitse Marder serie is erg vergelijkbaar. Ook bij de Mareșal wilde men gebruik gaan maken van een chassis dat reeds in gebruik was. Dit waren de R-2, de Roemeense versie van de Tsjechoslowaakse Lt.vz.35, en de T-60, een veel buitgemaakte Russische lichte tank.

## Ontwerp
Men wilde gebruik gaan maken van de T-60 waarvan men direct 30 chassis beschikbaar kon stellen. De oorspronkelijke plannen waren om er een 76,2 mm F-22 kanon op te monteren, maar er werd besloten een 122mm Putilov-Obukhov model 1904/30 houwitser te monteren. Er werden speciale HEAT HL (Hochladung) granaten voor het kanon ontwikkeld, waarschijnlijk door de Duitsers. Als secundaire bewapening werd een 7.92mm ZB-53 machinegeweer gemonteerd. De bepantsering om het kanon kreeg een dikte van 20 tot 30 mm en door de schuine opbouw kreeg het een soort schildpadvorm. De bouw van het eerste prototype begon in de zomer van 1943 door het bedrijf Malaxa onder toezicht van Constantin Ghiulai en de toenmalige fabrieksmanager Radu Veres. Dit prototype werd aangeduid als de M-00. Op 30 juli was het prototype gereed en werd direct getest. In oktober werden er drie andere testversies geproduceerd met de aanduidingen M-01, M-02 en M-03 door het bedrijf Rogifer. Ze waren allemaal tamelijk gelijk aan het eerste prototype, maar er werd een krachtiger motor in gemonteerd en de bepantsering werd verbeterd. De M-03 had een groter chassis met gelaste bepantsering en een versterkte structuur.
In oktober bleek tijdens de tests dat het chassis van de T-60 niet geschikt was voor de installatie van de 122mm houwitser. Ook was de bemanning van twee personen ontoereikend voor de verschillende taken. De bestuurder zou ook als lader moeten functioneren en dat zou vaak onmogelijk zijn tijdens gevechtsomstandigheden. Voor een derde bemanningslid was geen ruimte.

Er werden plannen beraamd om een lichter anti-tank wapen te monteren. Kolonel Paul Draghiescu, een van de ontwerpers van de Mareșal, kwam met het idee om de 122mm houwitser te vervangen door het Roemeense 75mm Resita M1943 kanon. Dit idee werd direct uitgevoerd en meegenomen in het nieuwe prototype, de M-04. Er werd nagedacht over het Duitse 75mm L/40 kanon, maar dit bleek minder goed te presteren.
Het nieuwe prototype kreeg weer een T-60 chassis, maar de motor kwam van een oudere Hotchkiss H-39. De romp werd meer gestroomlijnd. Maarschalk Antonescu was heel enthousiast over het nieuwe ontwerp en praatte erover met Adolf Hitler. Die reageerde positief op het nieuwe ontwerp en vroeg of hij de bouwtekeningen mocht zien. Aan de bouw van de M-04 werd begonnen in november 1943 en in januari 1944 was het voltooid. De tests die in februari begonnen werden ook bijgewoond door leden van het Oberkommando des Heeres, het Duitse opperbevel. De belangstelling voor de Mareșal was zo groot dat Hitler persoonlijk opdracht gaf om enkele Duitse experts naar Roemenië te sturen om te helpen bij het Roemeense project. Ook werd het ontwerp de inspiratiebron voor de ontwikkeling van de Duitse Hetzer. Met de hulp van deze experts, afkomstig van Alkett en Vomag, werden de M-05 en de M-06 gebouwd tussen maart en mei 1944. Voor deze prototypes werd de ophanging van de T-38 gebruikt (Roemeense benaming van de van Duitsland gekregen tanks, officiële benaming was de Pz.Kpfw.38(t) of Lt.vz.38) in plaats van de ophanging van de T-60. Dit was dezelfde ophanging die de Hetzer gebruikte.
Beide prototypes waren erg interessant vanwege de veelzijdigheid van de tankjagers. Ze bestonden namelijk uit een Sovjet romp, Roemeense behuizing, Franse motor, Tsjechoslowaakse rupsbanden en ophanging van ČKD, en de radio en optica waren Duits. In vergelijkende tests met de Duitse StuG III tussen 21 juli en 23 augustus bleek de Mareșal superieur te zijn aan de StuG III Ausf. G, vanwege het betere kanon, de betere mobiliteit en een lager silhouet. De StuG had alleen betere bepantsering.

## Productie
Al in november 1943 werd alles in gereedheid gebracht voor massaproductie. Er werden 1000 motoren besteld in Frankrijk en andere onderdelen in Duitsland. Op 10 mei 1944 werd een order geplaatst voor een productie van 1000 stuks (200 M-05 en 800 M-06). In maart werd de productie gepland van de nul-serie M-05, bestaande uit 10 voertuigen en de eerste en tweede serie, respectievelijk 40 en 50 stuks. De eerste moesten in juni beschikbaar zijn en de productie moest toenemen tot 100 stuks per maand. De voertuigen moesten in zo kort mogelijke tijd 32 antitankbataljons vormen, elk met 30 Mareșals, als onderdeel van de 2e pantserdivisie.
De productie kon echter niet goed op gang komen vanwege strategische bombardementen door de geallieerden. De levering van de eerste versies werd uiteindelijk verschoven naar 1 november 1944. Daarnaast werd een overeenkomst getekend tussen het Roemeense en Duitse commando dat de Wehrmacht 20-30 gemechaniseerde kanonnen zou leveren aan Roemenië en er werd zelfs een licentie gegeven voor de productie van de Hetzer. Dit was omdat de productie van de Hetzer en de Mareșal dan gelijk kon oplopen. Dit was praktisch omdat het zulke vergelijkbare ontwerpen waren. Ook kregen de Roemenen een licentie voor het bouwen van de Praga AC motor. De Hotchkiss-fabrieken in Frankrijk waren namelijk gebombardeerd en konden voorlopig geen motoren meer leveren. Er waren nog plannen om de Mareșal te voorzien van de 220 pk sterke Tatra T-103 motor.

## Inmenging Sovjets
Toen in augustus 1944 de wapenstilstand met de Sovjet-Unie getekend werd, waren er nog geen versies van de nul-serie gereed. Op 29 augustus werd het project door de Sovjets stopgezet. De modellen die in verschillende stadia van assemblage waren, werden in beslag genomen. De Roemenen hadden plannen voor de hervatting van tests met het model, maar ook de prototypes werden door de Sovjets in beslag genomen en binnen korte tijd gesloopt. Zelfs alle plannen werden in beslag genomen door de Sovjets.